# Goma Tsé-Tsé
Cet article possède un paronyme, voir Mouche tsé-tsé.
Goma Tsé-Tsé est une ville du sud de la république du Congo situé dans le département du Pool le long du Chemin de fer Congo-Océan, chef-lieu du district portant le même nom. Elle a été anéantie par la guerre du 5 juin survenue dans le pays à la fin des années 1990. On y trouve une gare ferroviaire.